# Widuchowa
Widuchowa (tyska: Fiddichow) är en by och centralort i landskommun i västra Polen, belägen vid tyska gränsen vid floden Oder omkring 25 kilometer söder om Szczecin. Administrativt är orten centralort i Widuchowas landskommun (Gmina Widuchowa) i Powiat gryfiński i Västpommerns vojvodskap. Orten hade 1 551 invånare år 2010. Kommunens totala befolkning uppgick till 5 579 invånare 2014.

## Historia
Orten hade under perioden 1347-1945 stadsrättigheter. Den grundades ursprungligen som en slavisk bosättning med befästningsvall. Fiddichow lydde under medeltiden under olika adliga länsherrar under hertigarna av Pommern. Mellan 1648 och 1679 var staden del av Svenska Pommern och blev därefter del av Brandenburg-Preussen och från 1871 tyska kejsardömet, då den ingick i regeringsområdet Stettin i provinsen Pommern. Orten kunde dra nytta av sitt läge vid Oder under industrialiseringen, då bryggerier, en sockerfabrik och en fabrik som tillverkade pinnväv fanns här.
Fiddichow hade 2 496 invånare vid den sista tyska folkräkningen 1939. Vid krigsslutet 1945 fördrevs större delen av den tysktalande befolkningen, och endast omkring 600 invånare återstod därefter. Under Polen döptes orten om till Widuchowa och förlorade sina stadsrättigheter på grund av det låga invånarantalet. Administrativt är orten och den omgivande landsbygden idag en landskommun.

## Kommunikationer
Orten har en järnvägsstation, belägen 4 kilometer öster om ortskärnan vid järnvägen mellan Szczecin och Wrocław. Genom orten passerar även den nationella vägen DK 31 (Szczecin – Słubice).